# Blumeopsis
Blumeopsis är ett släkte av korgblommiga växter. Blumeopsis ingår i familjen korgblommiga växter.
Kladogram enligt Catalogue of Life:
| Blumeopsis | \| \| Blumeopsis falcata \| \| \| \| \| \| Blumeopsis flava \| \| \| \| |
|            | \| \| Blumeopsis falcata \| \| \| \| \| \| Blumeopsis flava \| \| \| \| |
|            | Blumeopsis falcata                                                      |
|            |                                                                         |
|            | Blumeopsis flava                                                        |
|            |                                                                         |